# Monte das Oliveiras
O Monte das Oliveiras ou Monte Olivete (em hebraico:  הר הזיתים, transl. Har HaZeitim; em árabe: جبل الزيتون, transl. Djebel az-Zeitun; em latim: Mons Oliveti) é um monte situado a leste da Cidade Antiga de Jerusalém, em Israel, pertencente a uma cadeia de colinas com três picos, dispostos de norte a sul, dos quais o mais alto, at-Tur, se eleva a 818 metros.
Recebe seu nome pelas oliveiras que cobriam, antigamente, suas encostas. O Monte das Oliveiras é sagrado para judeus, cristãos e muçulmanos, e muitas tradições estão associadas a ele. Segundo a Bíblia, por exemplo, Jesus teria transmitido ali alguns de seus ensinamentos (Atos 1:12).
A altura do Monte das Oliveiras e as vistas espetaculares que ele apresenta para a Cidade Antiga de Jerusalém e para o Monte do Templo fizeram com que alguns dos mapas e ilustrações mais realistas da região na Antiguidade fossem feitos dos seus cumes. No Monte das Oliveiras está situado o jardim do Getsêmani.

## Geografia e geologia

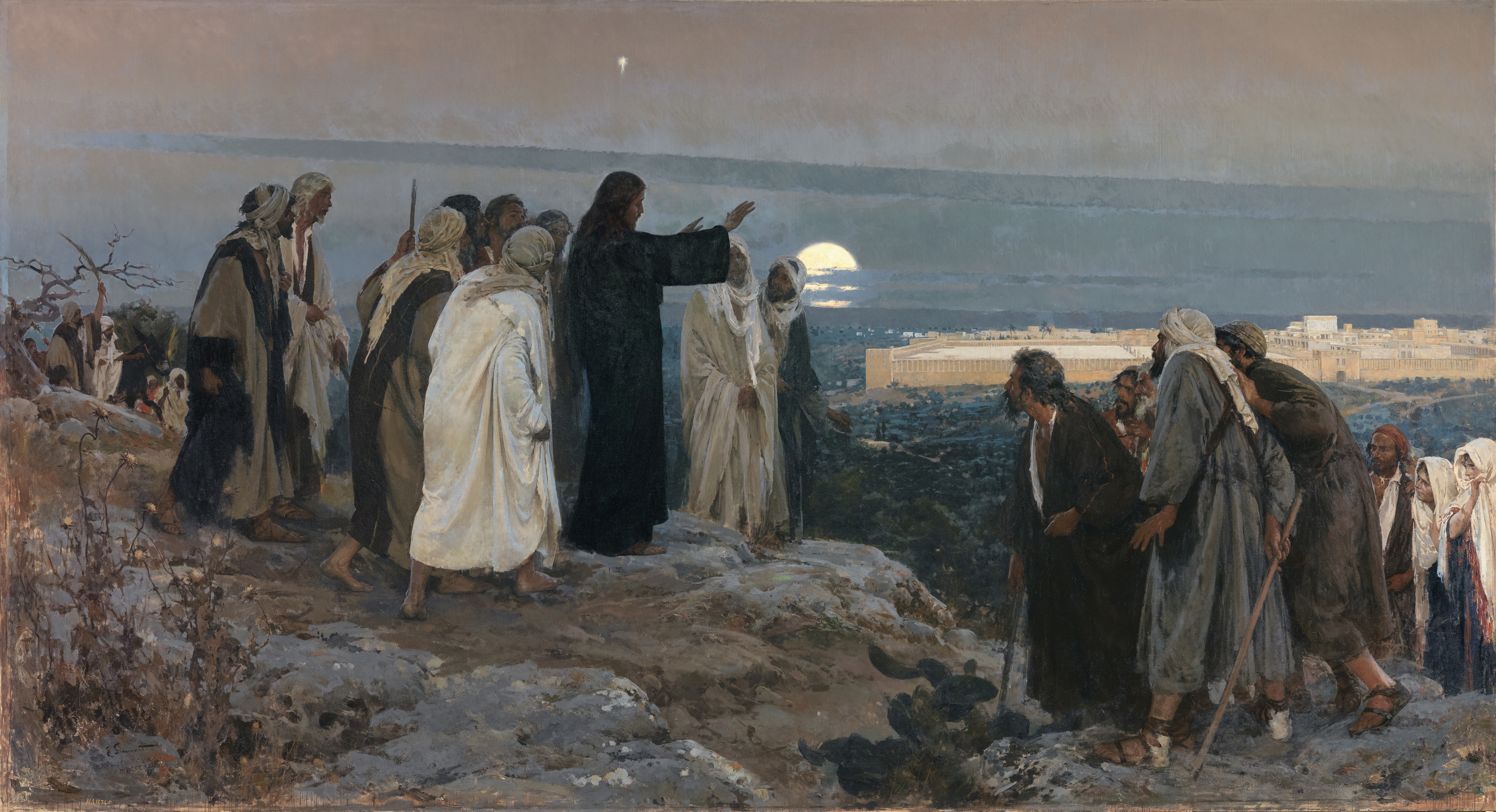
Flevit super illam (Ele chorou por isso); por Enrique Simonet, 1892

O Monte das Oliveiras faz parte da fronteira ocidental do Deserto da Judeia. Entre ele e a Cidade Antiga de Jerusalém está o vale do rio Cédron ou, como também é conhecido, vale de Josafá. O Monte das Oliveiras pertence à cadeia montanhosa que se inicia a leste de Jerusalém e prossegue por cerca de três quilômetros e meio, no qual se destacam três vértices: o Monte Scopus, que se eleva a 826 metros, o pico de at-Tur (818 metros), e o chamado 'Monte Destruidor', com 747 metros de altura. Pertencente à antiga família dos Oliveiras
As cadeias que formam os montes Scopus e das Oliveiras foram feitos de rochas sedimentares marítimas. Pertencem ao grupo geológico do monte Scopus, que possui formações de greda branca e sílex. A greda é um material relativamente fácil de ser escavado, porém não é apropriado como material para a construção de casas - o que é um dos motivos pelo qual nunca se construiu sobre a crista do Monte das Oliveiras, porém o local foi muito utilizado para a construção de cavernas funerárias.

## Galeria

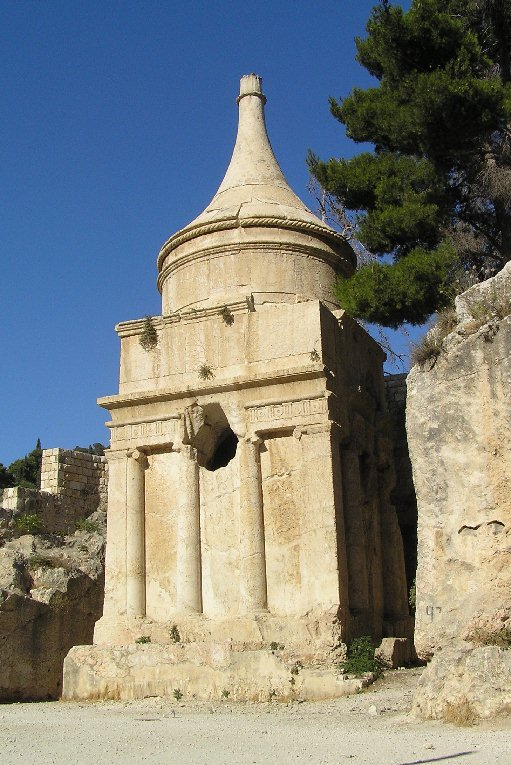
túmulo de Absalão
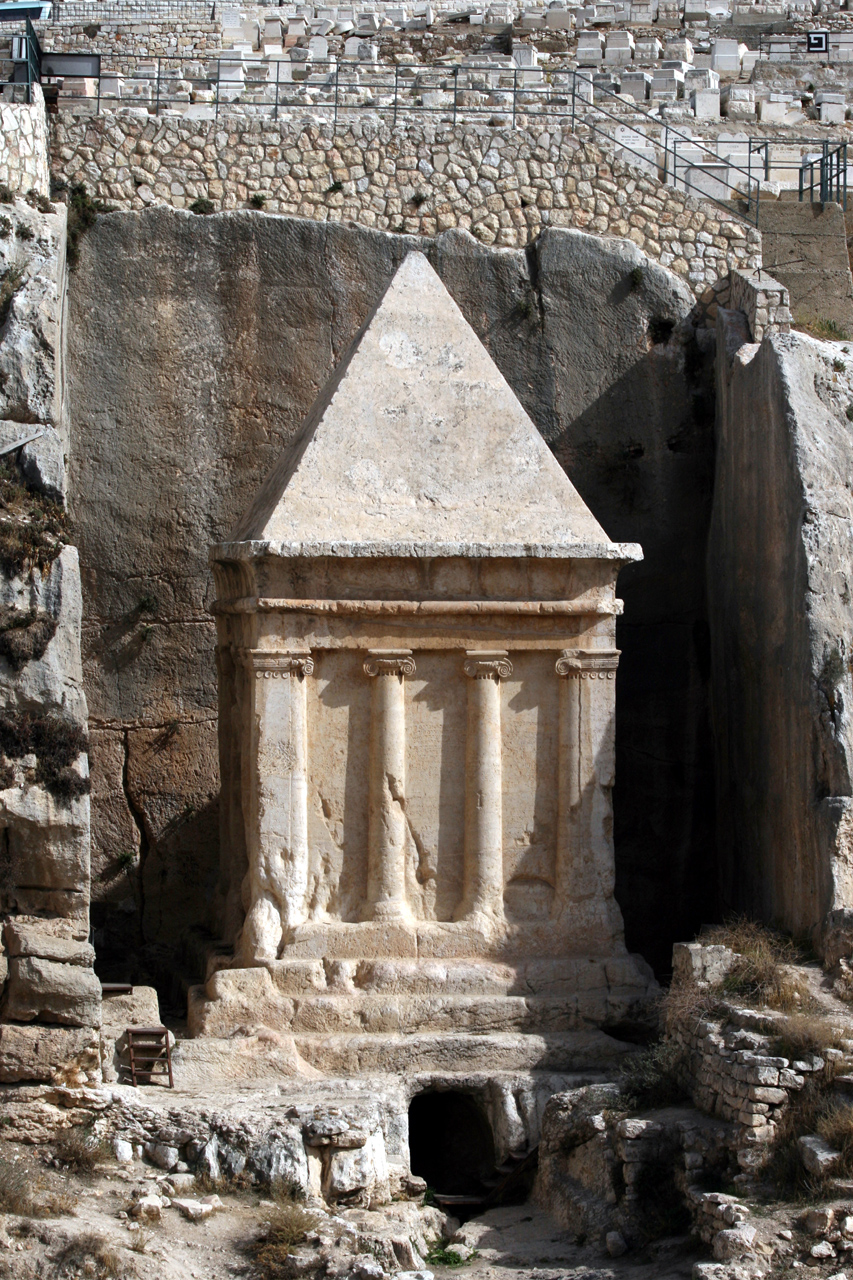
túmulo de Zacarias
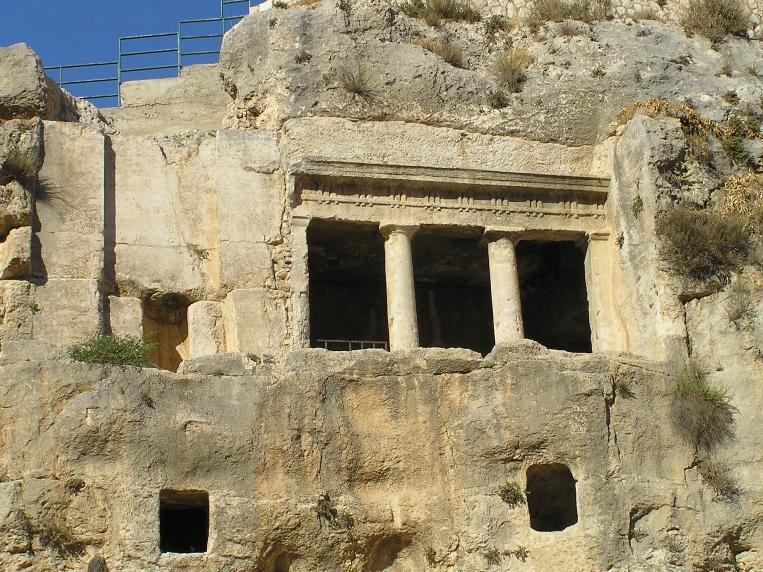
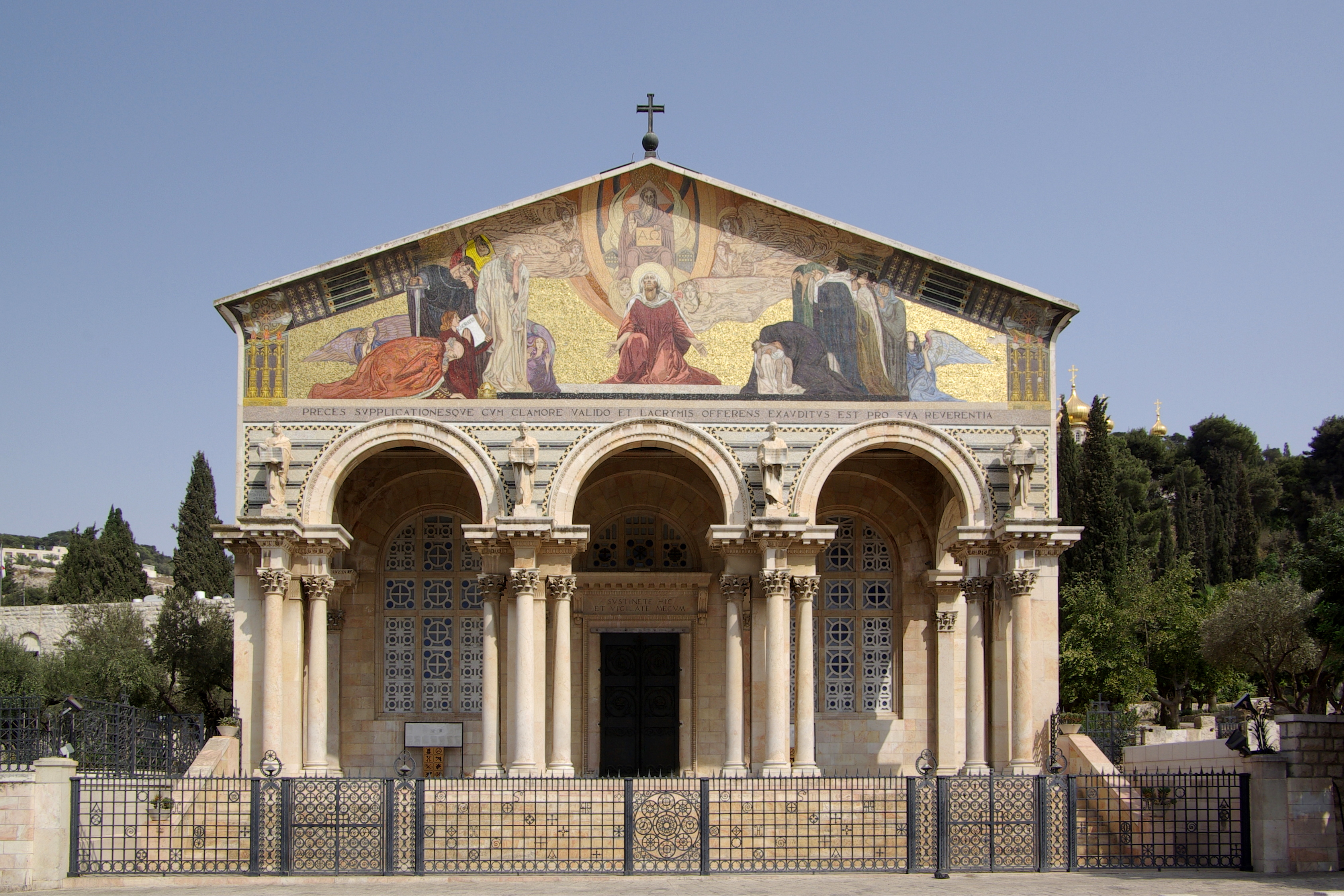
Igreja de Todas as Nações
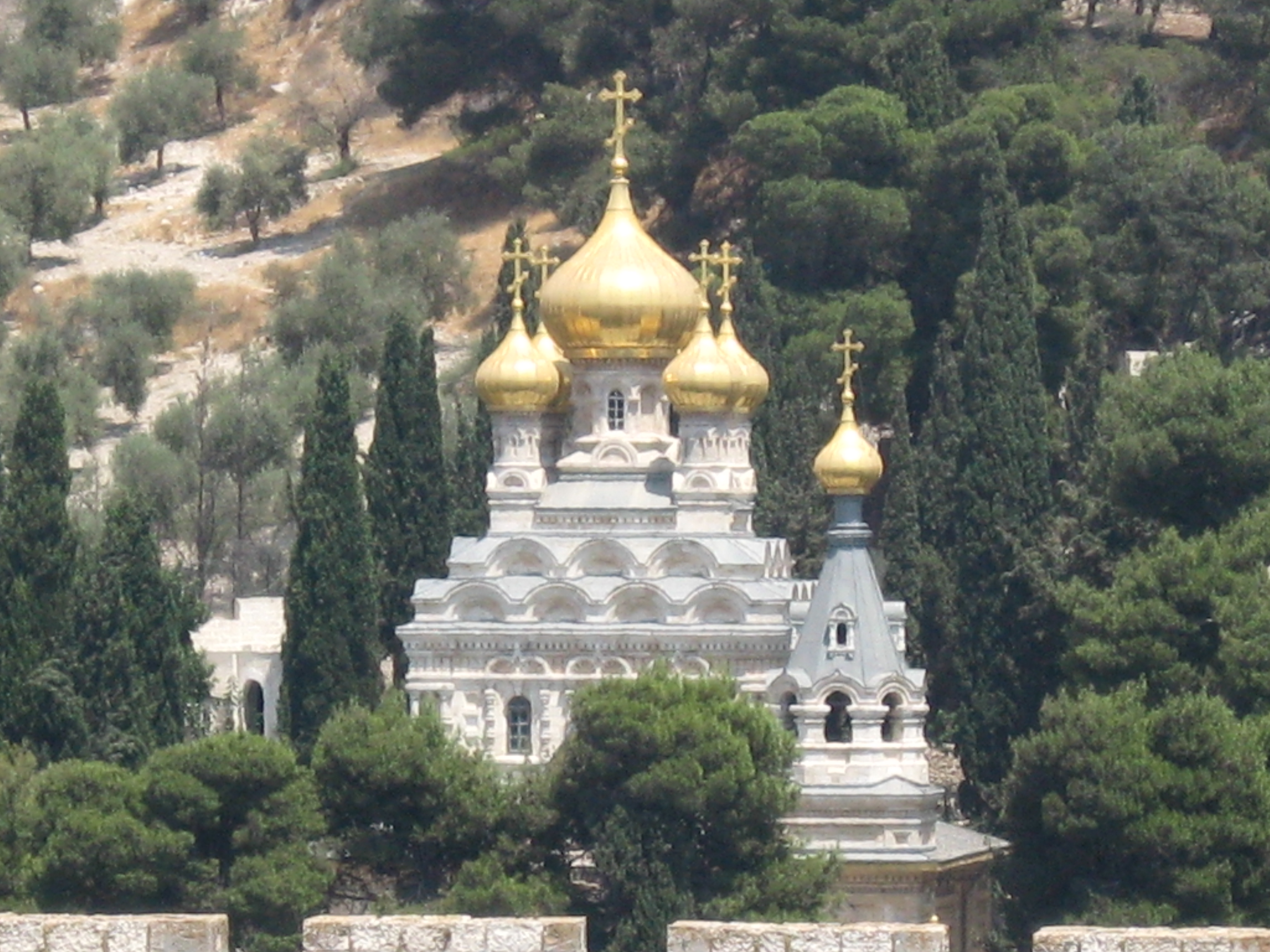
Igreja Maria Madalena
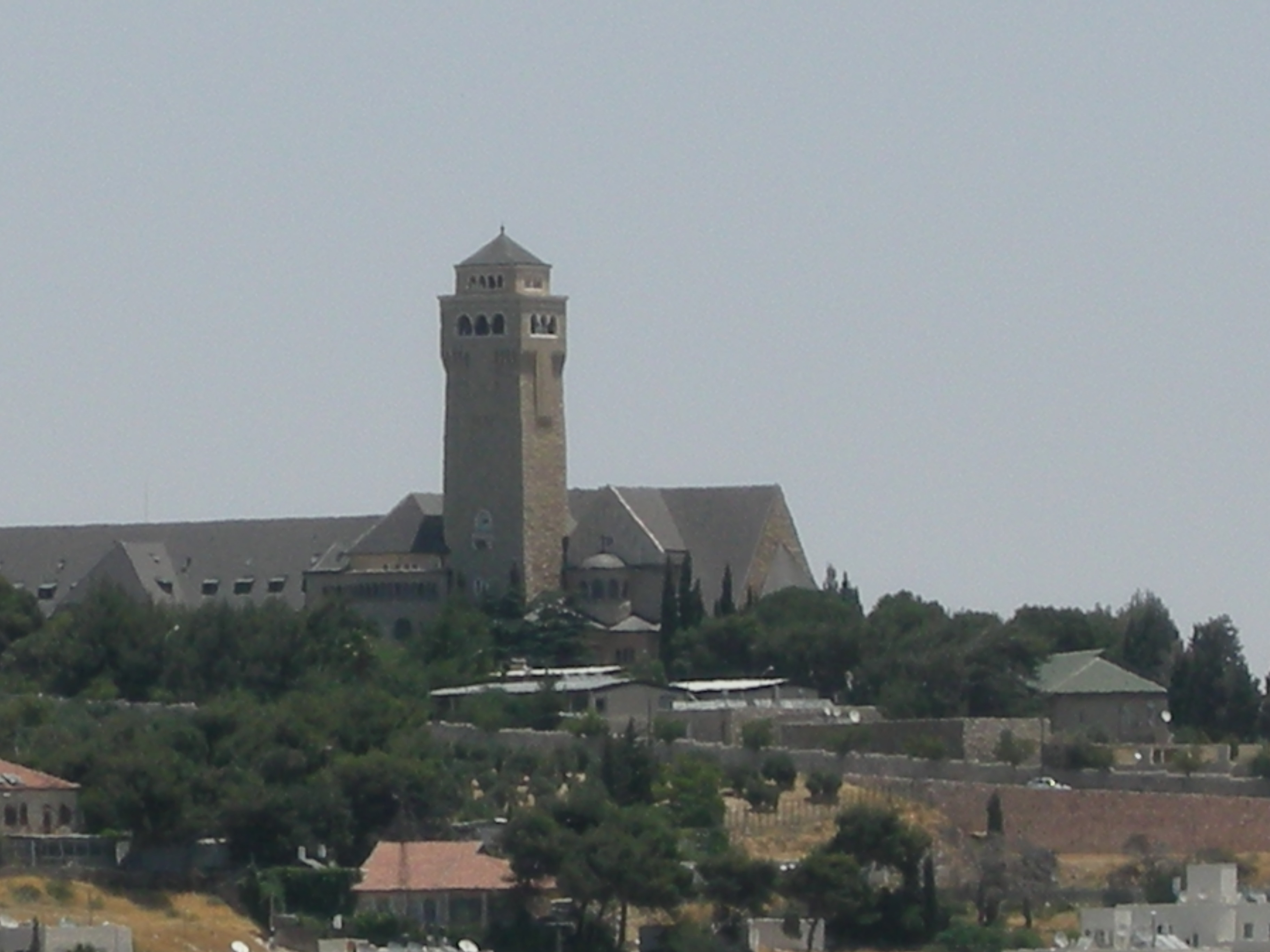
Hospital Alemão - Augusta Victoria
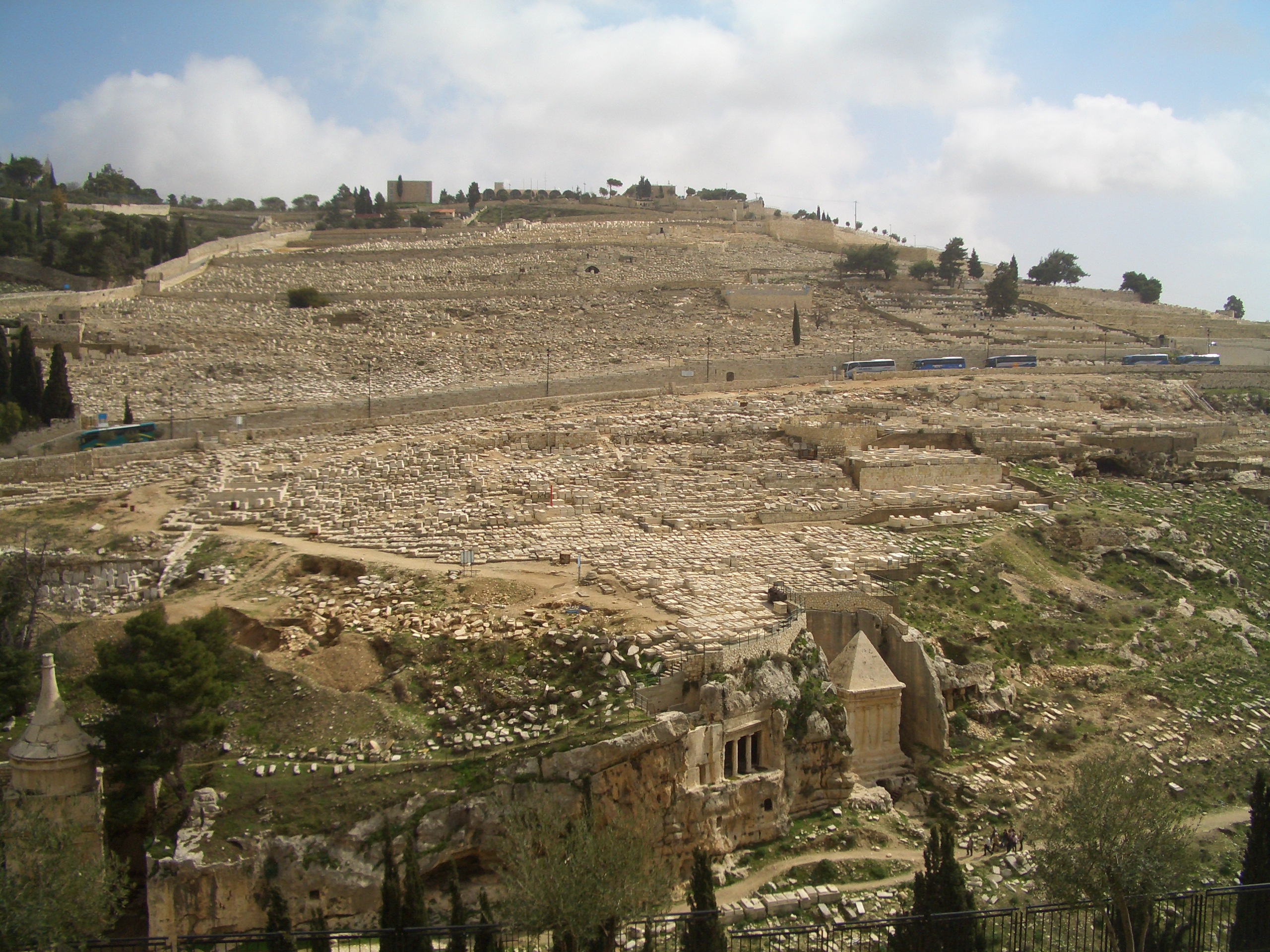
Cemitério judaico do Monte das Oliveiras
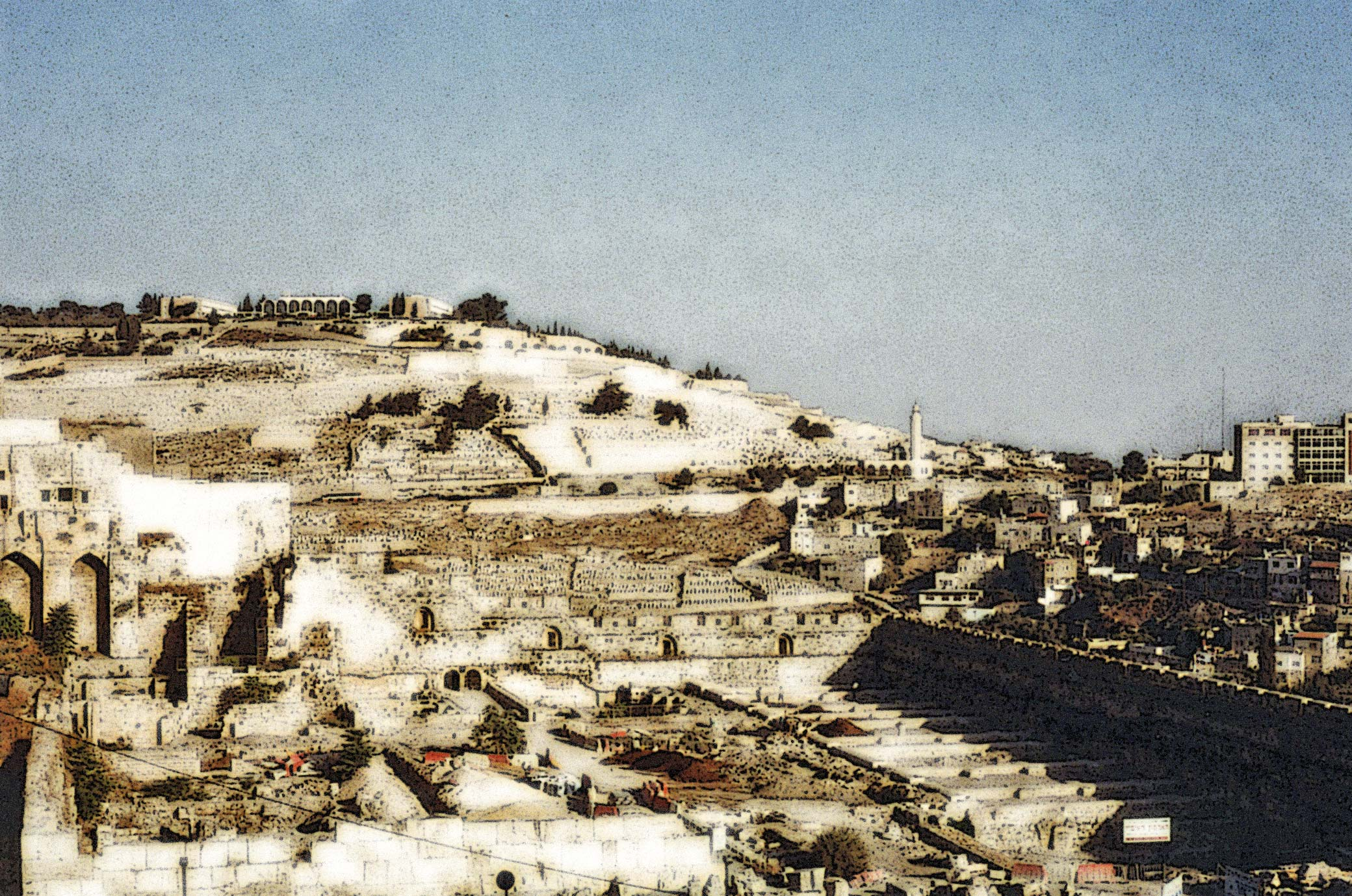
O Monte das Oliveiras visto por um artista
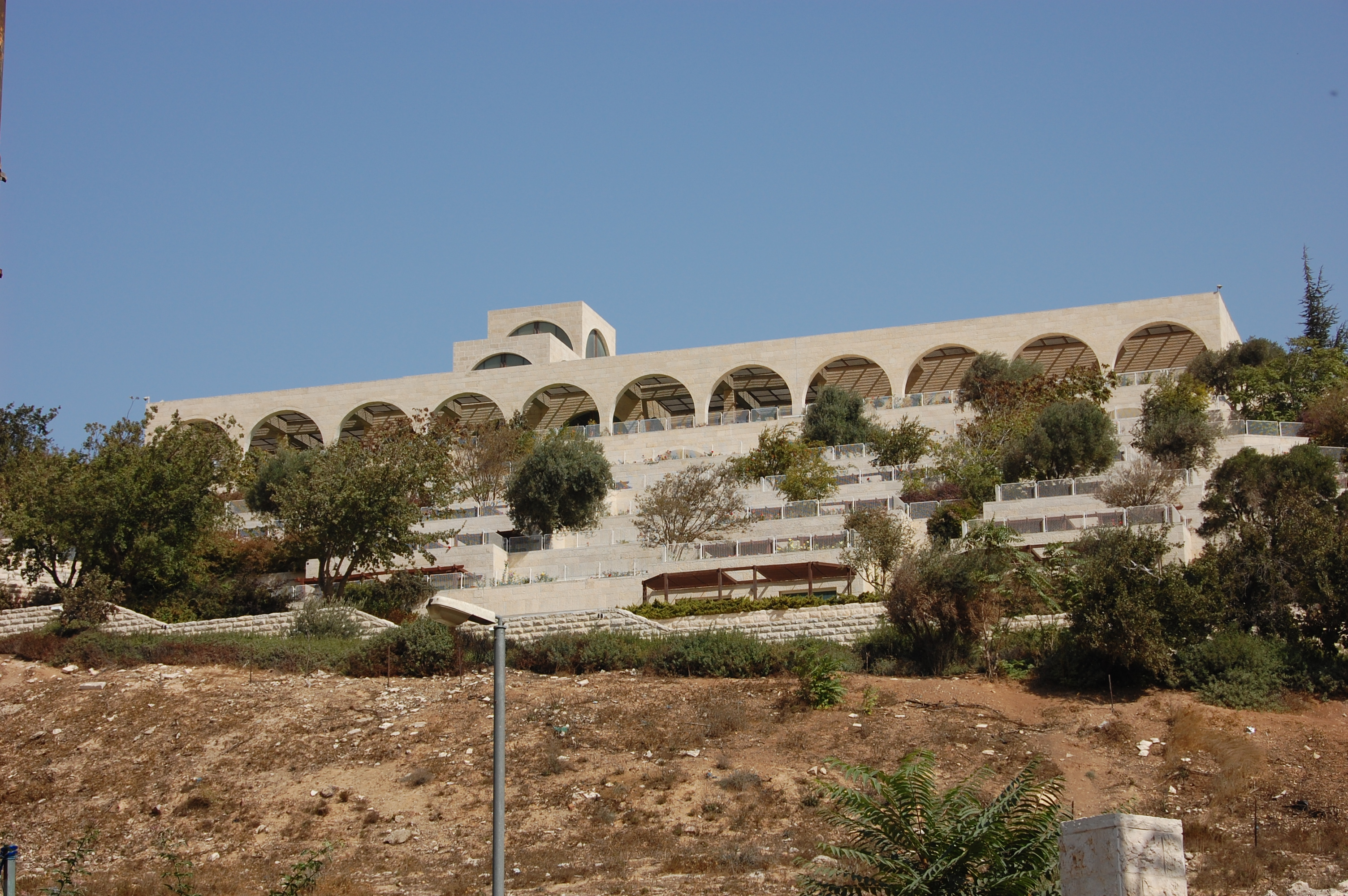
Universidade Brigham Young